# Cobergius vittatus
Cobergius vittatus is een vliegensoort uit de familie van de Helosciomyzidae. De wetenschappelijke naam van de soort is voor het eerst geldig gepubliceerd in 1851 door Macquart als Helomyza vittata.

## Synoniemen
- Helomyza vittata Macquart, 1851[1]
- Cobergius canus Barnes, 1981[2]
- Cobergius hirsutus Barnes, 1981[2]